# Franz Adam

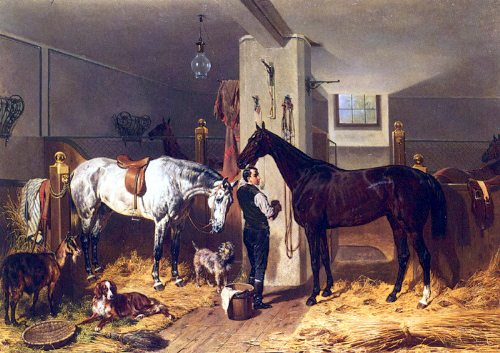
Franz Adam

Franz Adam (Milaan, 4 mei 1815 — München, 30 september 1886) was een Duits kunstschilder die vooral paarden en veldslagen afbeeldde.
Franz Adam was de tweede zoon van de beroemde kunstschilder Albrecht Adam. Franz kreeg het grootste deel van zijn opleiding in het atelier van zijn vader, zodat de academie hem nog maar weinig kon bijbrengen. Franz reisde ook vaak met zijn vader mee, vb. in 1829 naar Stuttgart, waar zijn vader de Arabische paarden van de koning ging schilderen, in 1848 naar Italië en in 1851 naar Wenen en Hongarije. Franz hielp zijn vader al zeer vroeg in zijn atelier, hielp ook zij broer Benno bij enkele werken en maakte zelf schilderijen van paarden en ruiterportretten. In de vroege jaren leverde Franz nog zeer weinig eigen werken af (in tegenstelling tot zijn broers) omdat hij gedurende lange tijd zijn vader hielp bij diens opdrachten.
In 1848 trok hij met zijn vader en zijn broer Eugen naar Italië en was zo getuige van de belegeringen van Malghera en Venetië. De studies en schetsen die toen werden gemaakt gaven aanleiding tot een groot werk over de Italiaanse veldtocht, dat terecht kan worden beschouwd als een gezamenlijk werk van de broers. Daarna hielp hij zijn vader weer in zijn atelier en maakte onder andere een lithografie van het portret van maarschalk Radetzky. Hij begeleidde zijn vader ook naar Wenen, waar hij vele tekeningen van officieren maakte als studie voor een groot veldslagschilderij van zijn vader, en trok langs de belangrijkste haarden van de Hongaarse opstand. Dit gaf aanleiding tot enkele opdrachten voor zijn vader, waarbij Franz hem hielp, maar inspireerde ook Franz tot enkele eigen werken met paarden en genrestukken over Hongarije. In 1859 maakte hij opnieuw een reis naar Italië om er de veldslagen van Magenta en Solferino mee te maken. Hierna keerde hij terug naar München met de opzet zijn observaties op doek te zetten (vb. Rückzug von Solferino).
De Frans-Duitse Oorlog van 1870 inspireerde Adam ook tot enkele nieuwe grote schilderwerken, zoals dat over de ruiteraanval bij Sedan (Floing).
- Bibliothèque nationale de France: cb154310112 (data)
- Stuttgart Database of Scientific Illustrators 1450–1950: 114
- Gemeinsame Normdatei: 11600648X
- International Standard Name Identifier: 0000 0001 0982 4805
- KulturNav: dbead337-291c-4c7f-bb54-0726c4c4911c
- Library of Congress Control Number: n2011005690
- Nationale Bibliotheek van Polen: a0000003696643
- RKD-Nederlands Instituut voor Kunstgeschiedenis: 343
- Union List of Artist Names: 500002144
- Virtual International Authority File: 67206154
- WorldCat: E39PBJymwgrB6HXbqcXp8GXWXd